# Ronda de estrellas
Ronda de estrellas es una película argentina en blanco y negro dirigida por Jack Davison según guion de Enrique Delfino y Héctor Bates que se estrenó el 3 de agosto de 1938 y que tuvo como protagonistas a Ángel Boffa, Raúl Deval, Ana Gryn, Perla Mux, Maruja Pacheco Huergo, Joaquín Petrocino, Enrique Delfino y Héctor Quintanilla.

## Sinopsis
Dos músicos sin trabajo usan una cámara robada para poner una escuela de cine para atrapar incautos.

## Reparto
- Enrique Delfino
- Ángel Boffa
- Raúl Deval
- Ana Gryn
- Perla Mux
- Maruja Pacheco Huergo
- Joaquín Petrocino
- Héctor Quintanilla

## Comentarios
A Calki la película le da la impresión de "un verdadero ensayo", la crónica de La Nación afirmó que "falla la eficacia del ingrediente usical" y Manrupe y Portela opinan que es un "musical primitivo, con un reparto sin nombres importantes y la inclusión de los clásicos de Delfino, Grisetta y Milonguita. 